# ادواردو مگنین
ادواردو مگنین (انگلیسی: Eduardo Magnín؛ زادهٔ ۱۷ فوریهٔ ۱۹۶۹) بازیکن فوتبال اهل آرژانتین است.
از باشگاه‌هایی که در آن بازی کرده‌است می‌توان به باشگاه فوتبال لوزان-اسپورت و باشگاه فوتبال اتلتیکو هوراکان اشاره کرد.